# Route nationale 2b (Madagascar)
Pour les articles homonymes, voir Route nationale 2, Route 2B et Avenue du Général-de-Gaulle.
La route nationale 2b (N 2b) ou avenue du Général Charles de Gaulle (malgache : Arabe Jeneraly Charles de Gaulle), est une route nationale à Antananarivo Madagascar.

## Situation et accès
D'une longueur de 2 km, l' « avenue du Général Charles de Gaulle » est située à l'est du centre-ville. 
Elle bifurque de Lalana VVS dans le quartier d'Ankorahotra et se termine à l'entrée du campus de l'Université d'Antananarivo.

## Origine du nom
Cette voie rend honneur à Charles de Gaulle (1890-1970), général, chef de la France libre et président de la République française de 1959 à 1969.